# Conophytum roodiae
Conophytum roodiae är en isörtsväxtart. Conophytum roodiae ingår i släktet Conophytum, och familjen isörtsväxter.

## Underarter
Arten delas in i följande underarter:
- C. r. corrugatum
- C. r. cylindratum
- C. r. roodiae
- C. r. sanguineum